# Dominic Purcell
Dominic Haakon Myrtvedt Purcell (Merseyside, 17 de fevereiro de 1970) é um ator australiano nascido na Inglaterra. Teve boa parte de seu talento mostrado ao público em sua participação na série de televisão Prison Break atuando como Lincoln Burrows. Fez uma aparição na série televisiva The Flash, como o vilão e incendiário Mick Rory (Onda Térmica), que retornou como um dos personagens principais no spin-off Legends of Tomorrow, se tornando um anti-herói e viajante do tempo.

## Biografia
Dominic é o mais velho de cinco irmãos: Jamie Purcell, Damian Purcell, Patrick Purcell e Marie-Therese Purcell. Nasceu na Inglaterra, mas com 2 anos foi viver com a família em Sydney (Austrália).
Ele se matriculou no The Australian Theatre for Young People e continuou seus estudos no Western Australian Academy of Performing Arts (WAAPA), onde teve como colegas de classe Hugh Jackman e Frances O'Connor. Enquanto estudava, ele também conheceu a mulher que se tornaria sua esposa, Rebecca Williamson. Com ela teve quatro filhos: Joseph (1999), Audrey (2001) e os gêmeos Augustus e Lily-Rose (2003).
Uma curiosidade é que ele tem uma tatuagem com a data de nascimento dos filhos em seu braço.
Em 21 de outubro de 2007 ele se separa de Rebecca.

## Carreira
Começou sua carreira em 1997 com a série da televisão Australiana Raw FM, onde Dominic interpretava o personagem Granger Hutton. Após mudar-se para os Estados Unidos, em 2002 ele estréia na televisão americana como John Doe, sendo um papel de grande destaque em sua carreira. Em 2004 faz o papel de Drake (Drácula) em Blade Trinity. Também em 2004, participa do sétimo episódio da primeira temporada de House, como marido de uma paciente internada no Hospital.
Em 2005 estréia a série de televisão Prison Break, onde interpretou o condenado no corredor da morte Lincoln Burrows. Seu trabalho é totalmente reconhecido. A série foi transmitida pela FOX e possui 5 temporadas, sendo a última lançada no dia 4 de Abril de 2017 no Brasil onde retornou após 8 anos. Em 2016, interpreta Mick Rory (Onda térmica, um dos personagens dos quadrinhos da DC Comics), na série de televisão "DC´s Legends of Tomorrow", transmitida pela "Warner Channel", que  no presente momento, está na 5° temporada.
O ator estudou no Western Australian Academy of Performing Arts (WAAPA).

## Filmografia
| Ano             | Título                        | Personagem             | Notas                                              |
| --------------- | ----------------------------- | ---------------------- | -------------------------------------------------- |
|                 | Esquadrão Tennyson 2          | Mick Rory/Onda Térmica | fictício                                           |
| 2017            | Arrow                         | Mick Rory/Onda Térmica | Crisis on Earth-X parte 1, e 2                     |
| 2017            | Supergirl                     | Mick Rory/Onda Térmica | Crisis on Earth-X parte 1, e 2                     |
| 2016-2021       | DC's Legends of Tomorrow      | Mick Rory/Onda Térmica | Papel princiap (temporadas 1-6)                    |
| 2014-2016       | The Flash                     | Mick Rory/Onda Térmica | 5 episód.                                          |
| 2013            | Bailout: The Age of Greed     | Jim Baxford            | Filme                                              |
| 2013            | Officer Down                  | Royce Walker           | Filme                                              |
| 2011            | Escapee                       | Jaxson                 | Filme                                              |
| 2011            | Straw Dogs                    | Niles                  | Filme                                              |
| 2011            | Killer Elite                  | Davies                 | Filme                                              |
| 2010            | Prison Break: The Conspiracy  | Lincoln Burrows        | Jogo                                               |
| 2010            | Castle                        | Russel Ganz            | Episódio para série de televisão 3x22              |
| 2009            | Prison Break: The Final Break | Lincoln Burrows        | Filme                                              |
| 2009            | Renascido das Trevas          | Victor Alan Marshall   | Filme                                              |
| 2007            | Town Creek                    | Victor Marshall        | Filme                                              |
| 2007            | Level Seven                   | Millar                 | Filme                                              |
| 2007            | Primeval                      | Tim Manfrey            | Filme                                              |
| 2005-2009; 2017 | Prison Break                  | Lincoln Burrows        | Série de televisão                                 |
| 2005            | The Gravedancers              | Harris McKay           | Filme                                              |
| 2005            | North Shore                   | Tommy Ravetto          | Episódios para série de televisão: 1x16-1x20       |
| 2004            | House                         | Ed Snow                | Episódio para série de televisão: Fidelity (1x7)   |
| 2004            | Blade Trinity                 | Drake                  | Filme                                              |
| 2003            | 3-way                         | Lew                    | Filme                                              |
| 2003            | Visitors                      | Luke                   | Filme                                              |
| 2002-2003       | John Doe                      | John Doe               | Série de televisão                                 |
| 2002            | Equilibrium                   | Seamus                 | Filme                                              |
| 2001            | Invincible                    | Keith Grady            | Filme para televisão                               |
| 2001            | BeastMaster                   | Kelb                   | Episódios para série de televisão: 3x01-3x04, 3x06 |
| 2001            | The Lost World                | Condillac              | Episódio para série de televisão: 3x02             |
| 2000            | Missão Impossível II          | Ulrich                 | Filme                                              |
| 1999            | Heartbreak High               | Todd Gillespie         | Episódios para série de televisão: 7x38-7x40       |
| 1999            | First Daughter                | Troy Nelson            | Filme para televisão                               |
| 1999            | Silent Predator               | Truck Driver           | Filme para televisão                               |
| 1998            | Water Rats                    | Alex                   | Episódios para série de televisão: 3x12-3x13       |
| 1998            | Moby Dick                     | Bulkington             | Mini-séries de televisão                           |
| 1997-1998       | Raw FM                        | Granger Hutton         | Série de televisão                                 |